# Cierges-sous-Montfaucon
Cierges-sous-Montfaucon település Franciaországban, Meuse megyében. Lakosainak száma 45 fő (2022. január 1.). Cierges-sous-Montfaucon Exermont, Cunel, Épinonville, Gesnes-en-Argonne, Nantillois és Romagne-sous-Montfaucon községekkel határos.

## Népesség
A település népességének változása:
| Lakosok száma | 76   | 78   | 64   | 38   | 54   | 52   | 52   | 46   | 46   | 45   |
|               | 1968 | 1982 | 1990 | 2006 | 2013 | 2015 | 2017 | 2019 | 2020 | 2022 |